# 池子住宅地区及び海軍補助施設
座標: 北緯35度18分32秒 東経139度35分32秒 / 北緯35.30889度 東経139.59222度

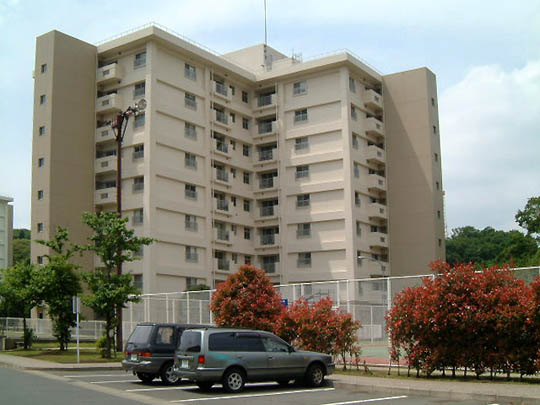
池子住宅地区の高層住宅

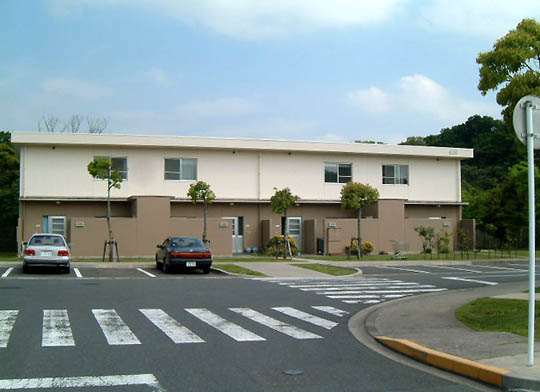
池子住宅地区の低層住宅

池子住宅地区及び海軍補助施設（いけごじゅうたくちくおよびかいぐんほじょしせつ）は、神奈川県逗子市と横浜市金沢区にまたがる在日米軍施設である。家族住宅（米軍住宅）や運動場が立地しており、アメリカ海軍の横須賀基地司令部が管理している。住宅や運動場が建設される以前は、弾薬庫が立地しており、池子弾薬庫（いけごだんやくこ）という名称であった。施設番号はFAC 3087である。

## 現況
池子住宅地区及び海軍補助施設（以下、単に「池子住宅地区」という）は逗子市池子、久木の両地区と横浜市金沢区六浦町とにまたがる。面積は約2.88km2で、そのうち約87.3%の約2.52km2が逗子市側にある。池子住宅地区の逗子市側部分は、逗子市の面積の約14.5%を占める。池子住宅地区の面積のうち約99.9%は国有地である。住宅は「池子ヒルズ」（Ikego Hills）と呼ばれていて、特に高層住宅はそれぞれアスカタワー、イズモタワー、イセタワー、カマクラタワー、キョウトタワー、ナラタワー、ニッコウタワー、ミヤジマタワーといった日本の有名な地名にちなんだ名前がつけられている。
池子住宅地区には、高層住宅8棟528戸、低層住宅60棟326戸、合わせて854戸の住宅が立地している。各戸にはベッドルームが3部屋または4部屋ある。これらには、米国軍人、軍属とそれらの家族合わせて約3,400人が入居している。附属施設として、管理事務所、テニスコート、野球場、陸上競技場、中央公共施設（売店、食堂など）などがある。これらはすべて日本政府の思いやり予算で建設されたものであり、日米地位協定に基づいて米国側に提供されている。
この他、地区内には在日米海軍横須賀施設本部池子支所、在日米海軍司令部統合消防隊第2消防署、在日米海軍横須賀基地憲兵司令部池子支所が置かれている。
池子住宅地区から米海軍横須賀基地までは約12km、自動車で25 - 30分の距離がある。また、地区の最寄駅は京浜急行電鉄逗子線の神武寺駅であるが、同駅には居住者専用の改札口が設けられている（2008年10月開設）。
普段は地区への関係者以外の立ち入りは禁じられているが、毎年1回、「池子フレンドシップデー」の際には地区施設の一部が一般開放されている。
2014年（平成26年）11月、地区南端の一部土地（約40ha）において「返還を前提とした日米共同使用」が開始され、2015年（平成27年）2月にはこの土地を利用した「池子の森自然公園」（逗子市が維持管理）が開園している。なお、園内北側には住宅建設に先立って発掘調査された池子遺跡群の出土遺物（埋蔵文化財）を保管する池子遺跡群資料館（逗子市教育委員会の施設、入館無料、月曜休館）があるが、この施設は1999年（平成11年）に開館しており、敷地の日米共同使用開始以前より入館申請手続きを行うことで利用可能であった（個人利用の場合、公園の開園により現在では手続きが不要）。

## 歴史

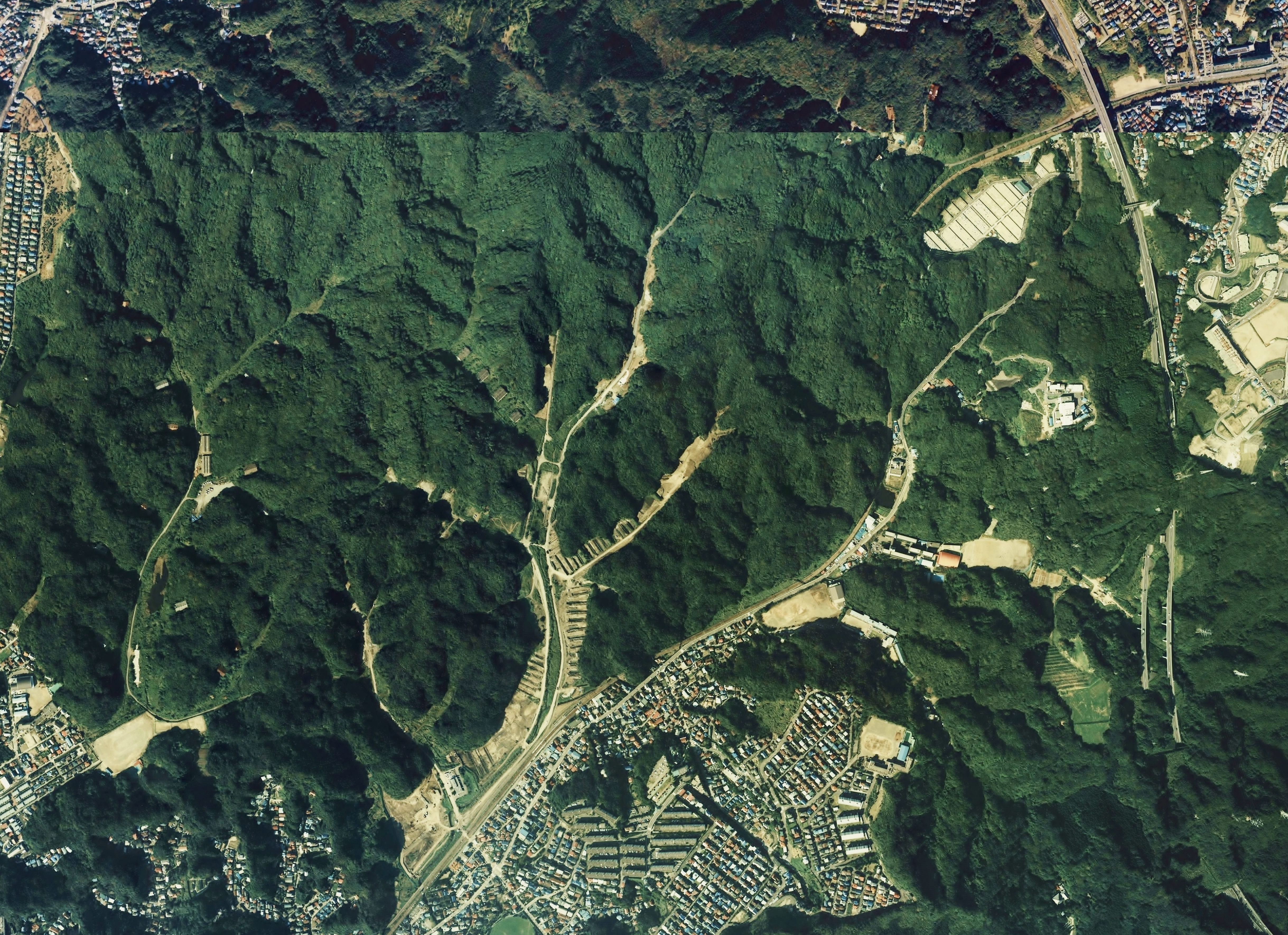
池子弾薬庫一帯の空中写真。住宅地が建設される前の1988年撮影の6枚を合成作成。
。

現在の池子住宅地区の始まりは、1938年（昭和13年）に逗子市側（当時、逗子町）に設置された大日本帝国海軍の倉庫（軍需部池子倉庫）である。この施設は後に第二海軍航空廠（本処：木更津）補給部池子工場となり、弾薬庫として使用されるようになった。1942年（昭和17年）には、横浜市金沢区側（当時、磯子区）に海軍の毒ガス弾の製造工場（谷戸田注填場）が設置された。
それらの一帯が第二次世界大戦における日本の敗戦後の1945年（昭和20年）9月1日に、日本を占領下に置いた連合国軍を構成するアメリカ陸軍に接収され、アメリカ陸軍の弾薬庫として使用されるようになった。1947年（昭和22年）11月17日には、弾薬庫で大爆発が発生し、日本人6人が重軽傷、山林約100haが焼失、さらに周辺住民約5,000人に避難命令が発令され、約1,000人が避難した。
1952年（昭和27年）4月28日、日本国との平和条約と日本国とアメリカ合衆国との間の安全保障条約（旧安保条約）の発効に伴い、池子弾薬庫は連合国軍による接収施設から安保条約に基づく提供施設に移行し、引き続きアメリカ陸軍の管理下に置かれた。1970年（昭和45年）7月には、池子弾薬庫が陸軍から海軍に移管された。
池子弾薬庫は、ベトナム戦争の終結までは弾薬の貯蔵に使用されていたが、1978年（昭和53年）7月には事実上の閉鎖状態となった。それ以前から、神奈川県、逗子市、横浜市は関係省庁やアメリカ大使館に対し池子弾薬庫の返還を求めて働きかけをし、1972年（昭和47年）に一部が返還（第一運動公園）されたものの、翌年にも弾薬搬入が再開され、弾薬庫が閉鎖状態となった後も全面返還には結びつかず、米国側は日本政府に対して弾薬庫跡地での家族住宅の建設を強く要望した。
1983年（昭和58年）7月、防衛施設庁は池子弾薬庫跡地への住宅建設を正式に表明した。その後約10年の期間にわたって、住宅建設の是非は、逗子市側で市を二分するほどの大問題となった。この期間には、住宅建設の条件付き受け入れを表明した三島虎好市長の辞職（1984年10月）、受け入れ容認派が多数を占める市議会のリコール解散、および受け入れ反対派の富野暉一郎市長に対するリコール住民投票（1986年3月、市議会は解散となったが市長のリコールは不成立）、市議会と対立した富野市長の辞職（1987年8月）などがあった。
日本政府は、逗子市の受け入れ表明を得ないまま、住宅建設のための準備を着々と進めた。反対派市長は、仮設調整池工事続行禁止請求訴訟（1989年12月）で対抗したが、工事は続行され、1993年（平成5年）5月にはついに本体工事の着工に至った。訴訟の方は、第1審でも第2審でも逗子市が敗れ、最高裁判所で上告棄却となって終結した（同年9月）。当初受け入れ反対派であった澤光代市長と当時反対派が多数を占めていた市議会は政府との和解に向けて動き、1994年（平成6年）11月、防衛施設庁長官、神奈川県知事、逗子市長の間に三者合意が成立し、逗子市は住宅建設を正式に受け入れた。澤市長はこの合意の成立翌日に辞職した。
1996年（平成8年）4月2日、住宅の一部落成記念式典が行われた。854戸全部が完成したのは1998年（平成10年）3月31日である。このために日本政府が費やした金額は664億円であった。また、池子住宅地区の逗子市側部分には同年、プレハブの小学校が設けられた。これは、地区内に居住する米国軍人、軍属の子弟のためのものである。現在、日本政府はプレハブのかわりに本格的な校舎を建設する計画を進めている。
2003年（平成15年）、池子住宅地区の横浜市側にさらに住宅を建設する計画が浮上した。横浜市は計画の修正を条件として住宅建設を受け入れたが、2004年（平成16年）9月、逗子市は住宅の追加建設は1994年（平成6年）の三者合意に反するとして国を提訴した。この訴訟は2007年（平成19年）に逗子市が上告を断念し、終結した。現在は、横浜市側での住宅建設に向けて準備が行われており、この住宅が完成した暁には、横浜市の根岸住宅地区（2015年12月に全居住者の退去が完了済み）が日本側に返還される見込みである。
2022年（令和4年）12月17日、逗子市は、隣接する逗葉地域医療センター・市保健センターへの進入路約2,500㎡の返還について、日米合同委員会で合意したと発表。2001年に日米共同使用の形で整備され、2002年5月から返還を要望していた。測量などを経て2023年中の返還実現を目指している。2024年11月30日に国に返還され、翌12月1日に逗子市に国より譲与された。逗子市は共同使用地約45万平方メートルについても返還を要望している。